# Kankampélé
Kankampélé est une localité du département de Dissin, dans la province d’Ioba (région du Sud-Ouest) au Burkina Faso. En 2006, cette localité comptait 1 425 habitants dont 53.4% de femmes.